# Laughing With
 (juillet 2022).
Laughing With est une chanson de Regina Spektor, sortie en 2009.